# Crumstadt
Crumstadt is een plaats in de Duitse gemeente Riedstadt, deelstaat Hessen, en telt 3683 inwoners (2007).